# راوسیمود
راسیمود (انگلیسی: Rausimod؛ – ۳۲۳) یک پادشاه جنگجو سارمات‌ها یا مایوت‌ها بود. در سال ۳۲۲، نام راسیمود به عنوان عبور از دانوب و حمله به امپراتوری روم در قلمرو لیسینیوس ثبت شده‌است. دفاع از راسیمود توسط کنستانتین بزرگ انجام شد، که در ۲۸ آوریل ۳۲۳ قانونی را تصویب کرد که همه همدستان روم را به مرگ با سوزاندن تهدید می‌کرد. کنستانتین مهاجمان را از طریق رود دانوب به قلمرو بربرها تعقیب کرد، جایی که راسیمود کشته شد. لشکرکشی کنستانتین به عنوان تجاوز به قلمرو لیسینیوس در نظر گرفته شد و پس از آن گوت‌ها متحدان لیسینیوس علیه کنستانتین بزرگ تحت فرمانروایی شاهزاده خود آلیکا شدند.